# Zim Integrated Shipping Services
Pour les articles homonymes, voir ZIM.

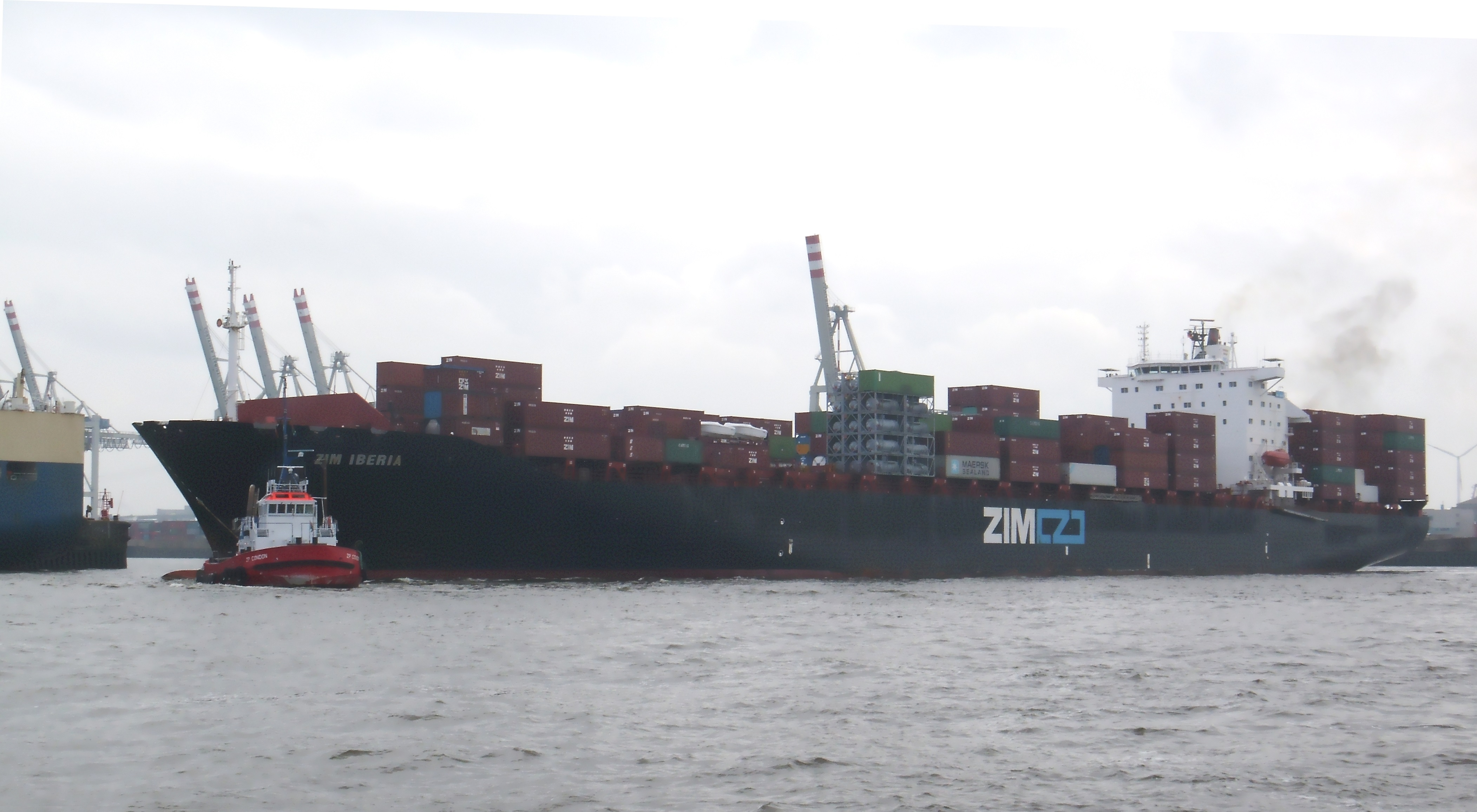
Conteneurs ZIM Iberia, manœuvres de virage sur bâbord arc dans le port de Hambourg

Zim Integrated Shipping Services, ou simplement Zim (en hébreu : צים) est une entreprise de transport maritime israélienne, basée à Haïfa ; elle a également un siège social nord-américain à Norfolk, en Virginie.
Créée en 1945, ZIM est cotée à la Bourse de New York depuis 2021,
De 1948 à 2004, elle était commercialisée sous le nom de ZIM Israel Navigation Company.
Avec une flotte de 124 porte-conteneurs et une capacité de 584 263 EVP au 16 novembre 2023, Zim est le dixième armateur mondial de porte-conteneurs et détient 2,1 % des parts de marché du transport de fret maritime.

## Histoire
La compagnie maritime ZIM a été fondée le 7 juin 1945, sous le nom de ZIM Palestine Navigation Company Ltd, par l'Agence juive, la Ligue maritime israélienne et la Histadrout (Fédération générale des travailleurs de la Terre d'Israël). Le premier navire a été acheté en partenariat avec Harris et Dixon (basé à Londres) en 1947. Ce navire a été rénové, rebaptisé SS Kedma et a navigué vers le futur État d'Israël à l'été 1947. Après la création de l'État d'Israël en 1948, la société a été rebaptisée ZIM Israel Navigation Company Ltd
.
Au cours de ses premières années, sa tâche principale était de transporter des centaines de milliers d'immigrants vers l'État émergent. Certains des autres navires qui avaient été utilisés pour l'immigration clandestine avant la création d'Israël en tant qu'État ont été confisqués par les autorités du Mandat britannique et ont ensuite rejoint la flotte de la compagnie. La société a continué à acheter plus de navires, parmi lesquels SS Negba, SS Artza et SS Galila.
Pendant la Guerre israélo-arabe de 1948-1949, la société était la seule liaison maritime avec l'État d'Israël, fournissant de la nourriture, du fret et du matériel militaire.
En 1953, une partie de l'argent de l'accord de réparations entre Israël et l'Allemagne de l'Ouest a été affecté à l'achat de nouveaux navires. Le SS Bergensfjord (en), rebaptisé Jérusalem, a navigué sur la route Israël-New York, Un autre navire acheté avec l'argent des réparations était le SS Etzel. LeSS Dolphin IV (en), acquis en 1956, a été rebaptisé SS Zion.
Dans les années 1970, ZIM s'est développé dans le secteur du transport maritime de conteneurs. ZIM a commandé six de ces navires et en a progressivement fait son activité principale.

## Privatisation
En 2004, l'Israel Corporation (en) (qui est contrôlée par le groupe Ofer Brothers) a acheté 49 % des actions de ZIM détenues par le gouvernement israélien, devenant ainsi l'unique propriétaire de la société. Le nouveau nom officiel après la privatisation est devenu ZIM Integrated Shipping Services.
En 2007, ZIM a vendu sa filiale de services de logistique et d'expédition maritime NewLog à UTi Worldwide.